# Kastrup
Kastrup este un district din Greater Copenhagen Region, Danemarca. Este situat în municipiul Tårnby pe Amager. Municipiul are 43.915 locuitori (2024).